# KNVB Beker 1927/28
Het seizoen 1927/28 van de KNVB Beker was de 26ste editie van de Nederlandse voetbalcompetitie met als inzet de NVB beker. RCH won voor de tweede maal de beker, door in Hilversum in de finale PEC met 2-0 te verslaan. Beide doelpunten waren eigen doelpunten van PEC-mannen.

## Kwartfinale
| Thuis            | Uitslag | Uit          | Bijzonderheden |
| ---------------- | ------- | ------------ | -------------- |
| Alcmaria Victrix | 1-4     | RCH          |                |
| CVV              | 3-2     | FC Hilversum |                |
| Enschedese Boys  | 0-1     | PEC          |                |
| UVV              | 2-4     | DFC          |                |

## Halve finale
| Thuis | Uitslag | Uit | Bijzonderheden                      |
| ----- | ------- | --- | ----------------------------------- |
| PEC   | 5-1     | CVV | Gespeeld in Arnhem (Monnikenhuize)  |
| RCH   | 4-0     | DFC | Gespeeld in Rotterdam (Het Kasteel) |

## Finale
| Finale                                                                                          | PEC | 0 – 2 (0 – 1) | RCH                                                         | Opstellingen: |
| 17 juni 1928 Plaats: Hilversum Sportpark Berestein Toeschouwers: 400 Scheidsrechter: Dhr. Aerts |     |               | 30' (e.d.) Lourents van der Bend 70' (e.d.) Barend de Groot | PEC: De Bont, De Groot, Admiraal, Van der Gronde, Van der Bend, Manni, W. de Bruijn, Palland, P. de Bruijn, Evers, Albrecht RCH: Kos, Van Es, Prefost, De Vos, Nieuwenhuis, Nagtegeller, Hanze, Muller, Verkerk, Ruys, Brugman |

| NVB beker 1927/28 |
| ----------------- |
| RCH Tweede titel  |

Seizoenen: 1898/99 · 1899/00 · 1900/01 · 1901/02 · 1902/03 · 1903/04 · 1904/05 · 1905/06 · 1906/07 · 1907/08 · 1908/09 · 1909/10 · 1910/11 · 1911/12 · 1912/13 · 1913/14 · 1914/15 · 1915/16 · 1916/17 · 1917/18 · 1918/19 · 1919/20 · 1920/21 · 1921/22 · 1922/23 · 1923/24 · 1925 · 1925/26 · 1926/27 · 1927/28 · 1928/29 · 1929/30 · 1930/31 · 1931/32 · 1932/33 · 1933/34 · 1934/35 · 1935/36 · 1936/37 · 1937/38 · 1938/39 · 1939/40 · 1940/41 · 1941/42 · 1942/43 · 1943/44 · 1944/45 · 1945/46 · 1946/47 · 1947/48 · 1948/49 · 1949/50 · 1950/51 · 1951/52 · 1952/53 · 1953/54 · 1954/55 · 1955/56 · 1956/57 · 1957/58 · 1958/59 · 1959/60 · 1960/61 · 1961/62 · 1962/63 · 1963/64 · 1964/65 · 1965/66 · 1966/67 · 1967/68 · 1968/69 · 1969/70 · 1970/71 · 1971/72 · 1972/73 · 1973/74 · 1974/75 · 1975/76 · 1976/77 · 1977/78 · 1978/79 · 1979/80 · 1980/81 · 1981/82 · 1982/83 · 1983/84 · 1984/85 · 1985/86 · 1986/87 · 1987/88 · 1988/89 · 1989/90 · 1990/91 · 1991/92 · 1992/93 · 1993/94 · 1994/95 · 1995/96 · 1996/97 · 1997/98 · 1998/99 · 1999/00 · 2000/01 · 2001/02 · 2002/03 · 2003/04 · 2004/05 · 2005/06 · 2006/07 · 2007/08 · 2008/09 · 2009/10 · 2010/11 · 2011/12 · 2012/13 · 2013/14 · 2014/15 · 2015/16 · 2016/17 · 2017/18 · 2018/19 · 2019/20 · 2020/21 · 2021/22 · 2022/23 · 2023/24 · 2024/25
Finales: 2013 · 2014 · 2015 · 2016 · 2017 · 2018 · 2019 · 2020 · 2021 · 2022 · 2023 · 2024 · 2025
Nederland: Eredivisie · Eerste divisie · Tweede divisie · Derde divisie/Topklasse · KNVB Beker
Europa: Champions League · Europa Cup I · Europa Cup II · Europa League · UEFA Cup · Jaarbeursstedenbeker · Intertoto Cup